# Ayesha Verrall
Pour les articles homonymes, voir Verrall.
Ayesha Verrall, née en 1979 à Invercargill, est une médecin, chercheuse et femme politique néo-zélandaise.
Depuis 2020, elle est députée et titulaire de plusieurs fonctions ministérielles (Sécurité alimentaire ; Personnes âgées ; Recherche, Sciences et Innovation ; réponse au Covid-19 et Santé) au sein des cabinets Ardern et Hipkins.

## Biographie

### Origines et études
Fille de Lathee et Bill Verrall, elle passe son enfance à Te Anau. Sa mère, qui a grandi aux Maldives, a été la première personne de la région à réussir les examens d'entrée de l'université de Cambridge dans sa matière, l'anglais, et à étudier en Nouvelle-Zélande grâce à une bourse,. Ayesha Verrall porte le prénom de sa grand-mère, morte quand elle avait deux ans.
Elle étudie à l'université d'Otago, où elle obtient un bachelor en médecine, puis un autre en chirurgie en 2004. En 2001, elle préside l'association des étudiants de cette université puis co-gère, en 2003, le New Zealand Medical Student Journal (Journal des étudiants en médecine néo-zélandais),,.
Par la suite, Ayesha Verrall suit une formation en médecine tropicale, en bioéthique et en santé internationale au Royaume-Uni, à Singapour et au Pérou. Elle obtient un MSc de la London School of Hygiene and Tropical Medicine et un diplôme en médecine tropicale et en hygiène de l'université de l'Alabama, par le biais de l'Institut Gorgas (en) à Lima (Pérou),.
En 2018, elle achève un doctorat en épidémiologie de la tuberculose à l'université d'Otago, en collaboration avec l'université Padjadjaran (Indonésie) et l'université Radboud de Nimègue (Pays-Bas),.

### Carrière professionnelle
Avant d'entrer en politique, Ayesha Verrall est maître de conférences à l'université d'Otago, au sein du département de pathologie et de médecine moléculaire. Elle a enseigné la microbiologie et conduit des recherches sur l'épidémiologie de la tuberculose, l'immunologie et les interactions hôte-pathogène.
Elle est également médecin spécialiste des maladies infectieuses au Conseil de santé du district de Capital and Coast à Wellington. Elle est élue membre de son conseil d'administration en 2019. Représentant le Parti travailliste, elle est nommée par le ministre de la Santé, David Clark (en), comme vice-présidente. Elle a également fourni des conseils au gouvernement sur les vaccins, l'émergence et la prévention des maladies. Au cours de l'épidémie de rougeole de 2019-2020 en Nouvelle-Zélande, elle plaide en faveur d'une approche plus stratégique, afin d'allouer davantage de fonds et de ressources gouvernementales pour augmenter les taux de vaccination, ainsi que pour prévenir de futures apparitions de l'épidémie.
En mars 2020, pendant la pandémie de Covid-19, elle appelle le gouvernement néo-zélandais à améliorer d'urgence ses bases de données sur la propagation de la maladie, en étendant les critères de test au-delà des personnes malades et en augmentant les tests de laboratoire, ainsi que les capacités de recherche des cas contacts. À l'époque, le ministère de la Santé recherchait les contacts de 50 personnes par jour ; Ayesha Verrall demande pour sa part que jusqu'à 1 000 personnes soient tracées chaque jour, en augmentant le nombre d'employés dans les unités de santé publique, les centres d'appels centraux et en investissant dans une technologie qui pourrait rendre le processus de recherche des contacts instantané.
Par la suite, elle est chargée par le ministère de fournir un audit indépendant de son programme de recherche des cas contacts. Le rapport est initialement soumis au ministère début avril et rendu public le 20 du même mois, afin de donner au gouvernement le temps de répondre et de mettre en œuvre certaines des recommandations préconisées,. Cet audit identifie des lacunes, estimant que le secteur de la santé néo-zélandais était « en sous-effectif et manquait de cohésion », n'ayant pu retracer que 185 cas. Les douze unités de santé publique « décentralisées » du pays ont en effet rendu difficile la coordination des systèmes de données à l'échelle nationale et ont ralenti le processus de prise de contact avec ces personnes. Cependant, le ministère a mis au point un système automatisé et national de recherche des cas contacts, qui n'avait pas encore été déployé au moment de l'audit conduit par Ayesha Verrall. Même si cette dernière considère que la politique de recherche des cas contacts du gouvernement était bonne, son évolutivité restait selon elle un problème. Le ministère accepte ses recommandations et commence à les mettre en œuvre, ainsi qu'à améliorer et déployer son système national automatisé de recherche des cas contacts, alors que le pays initie des mesures de verrouillage moins strictes de circulation à partir du 28 avril,. En juin 2020, Ayesha Verrall est invitée par l'Organisation mondiale de la santé à partager son rapport d'audit, présenté comme un exemple de bonne pratique,.

### Carrière politique

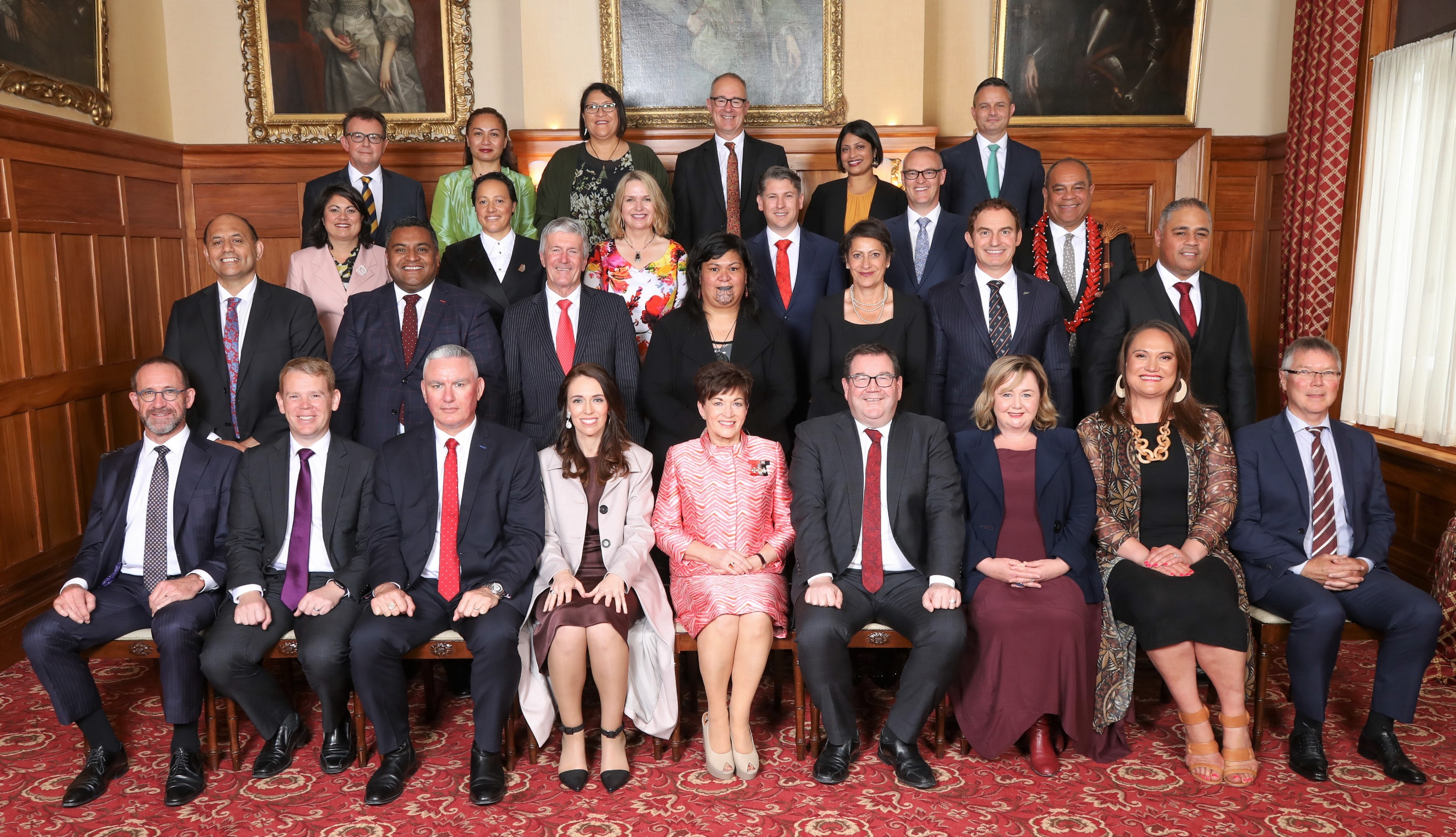
Le cabinet Ardern en novembre 2020 ; Ayesha Verrall est en haut à gauche.

En juin 2020, la candidature d'Ayesha Verrall aux élections législatives d'octobre est annoncée. Figurant en 17e position de la liste du Parti travailliste, elle est assurée de siéger,,.
Alors que le Parti travailliste remporte le scrutin, elle est élue députée,. Elle devient ministre au sein du cabinet Ardern, chargée de la Sécurité Alimentaire et des Personnes âgées. Elle est aussi ministre associée de la Santé et ministre associée de la Recherche, des Sciences et de l'Innovation,.

## Distinctions et reconnaissance
Elle est membre du Royal Australasian College of Physicians (en).
Le prix Verrall, accordé par le New Zealand Medical Student Journal (Journal des étudiants en médecine néo-zélandais), porte son nom. Il rend hommage à ses efforts afin d'obtenir des financements pour le journal en 2003,.

## Vie privée
Lesbienne, elle est mère d'une fille.
En 2020, avec Kiri Allan et Grant Robertson (en), il s'agit de l'une des personnalités ouvertement LGBT du gouvernement Ardern, lequel est donc présenté comme le plus ouvert sur le sujet dans l'histoire du pays.